# Tour de la República Checa 2018
La 9.ª edición del Tour de la República Checa (oficialmente: Czech Cycling Tour) se celebró entre el 9 y el 12 de agosto de 2018 con inicio en la ciudad de Uničov y final en la ciudad de Dolany en República Checa. El recorrido constó de un total de 4 etapas sobre una distancia total de 545,2 km.
La carrera hizo parte del circuito UCI Europe Tour 2018 dentro de la categoría 2.1 y fue ganada por el ciclista austriaco Riccardo Zoidl del equipo Felbermayr-Simplon Wels. El podio lo completaron el ciclista alemán Andreas Schillinger y el ciclista letón Aleksejs Saramotins ambos del equipo Bora-Hansgrohe.

## Equipos participantes
Tomaron la partida un total de 19 equipos, de los cuales 1 fue de categoría UCI WorldTeam, 4 Profesional Continental, 13 Continentales y 1 selecciones nacional, quienes conformaron un pelotón de 129 ciclistas de los cuales terminaron 109. Los equipos participantes fueron:
| WorldTeam- Bora-Hansgrohe Equipos continentales profesionales (4)- CCC Sprandi Polkowice - Wilier Triestina-Selle Italia - Israel Cycling Academy - Bardiani CSF Equipos continentales (13)- Adria Mobil - Uno-X Norwegian Development - Metec-TKH Continental Cyclingteam p/b Mantel - Elkov-Author - Sangemini-MG.Kvis - Hrinkow Advarics Cycleang - Hurom - Wibatech-Merx - My Bike-Stevens - Felbermayr Simplon Wels - Astana City - WSA-Pushbikers - Meridiana Kamen Equipo nacional- Japón |
| |

## Recorrido
El Tour de la República Checa dispuso de cuatro etapas etapas donde se incluyó una contrarreloj por equipos, para un recorrido total de 545,2 kilómetros.
| Etapa     | Fecha     | Recorrido               | type                     | Distancia (km) | Ganador        | Líder               |
| --------- | --------- | ----------------------- | ------------------------ | -------------- | -------------- | ------------------- |
| 1.ª etapa | 9 de ago  | Uničov – Uničov         | contrarreloj por equipos | 18,2           | Bora-Hansgrohe | Christoph Pfingsten |
| 2.ª etapa | 10 de ago | Olomouc – Frýdek-Místek | etapa de media montaña   | 199,9          | Riccardo Zoidl | Riccardo Zoidl      |
| 3.ª etapa | 11 de ago | Mohelnice – Šternberk   | etapa de montaña         | 179,2          | Michael Kukrle | Riccardo Zoidl      |
| 4.ª etapa | 12 de ago | Olomouc – Dolany        | etapa de media montaña   | 147,9          | Filippo Fortin | Riccardo Zoidl      |

## Desarrollo de la carrera

### 1.ª etapa
| Uničov - Uničov | contrarreloj por equipos | (18,2 km) |

| \| Clasificación de la etapa \| Clasificación de la etapa \| Clasificación de la etapa \| Clasificación de la etapa \| Clasificación de la etapa \| Clasificación de la etapa \| \| Equipo \| Equipo \| Tiempo \| Diferencia \| Promedio \| \| \| ------------------------- \| -------------------------------------------- \| ------------------------- \| ------------------------- \| ------------------------- \| ------------------------- \| \| 1.º \| Bora-Hansgrohe \| 19 min 33 s \| 0 s \| 55.857 km/h \| \| \| 2.º \| CCC Sprandi Polkowice \| 19 min 46 s \| + 13 s \| 55.245 km/h \| \| \| 3.º \| Wilier Triestina-Selle Italia \| 20 min 23 s \| + 50 s \| 53.573 km/h \| \| \| 4.º \| Uno-X Norwegian Development \| 20 min 23 s \| + 50 s \| 53.573 km/h \| \| \| 5.º \| Israel Cycling Academy \| 20 min 31 s \| + 58 s \| 53.225 km/h \| \| \| 6.º \| Bardiani CSF \| 20 min 35 s \| + 1 min 02 s \| 53.053 km/h \| \| \| 7.º \| Metec-TKH Continental Cyclingteam p/b Mantel \| 20 min 35 s \| + 1 min 02 s \| 53.053 km/h \| \| \| 8.º \| Sangemini-MG.Kvis \| 20 min 35 s \| + 1 min 02 s \| 53.053 km/h \| \| \| 9.º \| Elkov-Author \| 20 min 40 s \| + 1 min 07 s \| 52.839 km/h \| \| \| 10.º \| Hrinkow Advarics Cycleang \| 20 min 45 s \| + 1 min 12 s \| 52.627 km/h \| \| |                                              |             |              |             |
| |                                              |             |              |             |
| Fuente: ProCyclingStats |                                              |             |              |             |
| Clasificación de la etapa |                                              |             |              |             |
| Equipo | Equipo                                       | Tiempo      | Diferencia   | Promedio    |
| 1.º | Bora-Hansgrohe                               | 19 min 33 s | 0 s          | 55.857 km/h |
| 2.º | CCC Sprandi Polkowice                        | 19 min 46 s | + 13 s       | 55.245 km/h |
| 3.º | Wilier Triestina-Selle Italia                | 20 min 23 s | + 50 s       | 53.573 km/h |
| 4.º | Uno-X Norwegian Development                  | 20 min 23 s | + 50 s       | 53.573 km/h |
| 5.º | Israel Cycling Academy                       | 20 min 31 s | + 58 s       | 53.225 km/h |
| 6.º | Bardiani CSF                                 | 20 min 35 s | + 1 min 02 s | 53.053 km/h |
| 7.º | Metec-TKH Continental Cyclingteam p/b Mantel | 20 min 35 s | + 1 min 02 s | 53.053 km/h |
| 8.º | Sangemini-MG.Kvis                            | 20 min 35 s | + 1 min 02 s | 53.053 km/h |
| 9.º | Elkov-Author                                 | 20 min 40 s | + 1 min 07 s | 52.839 km/h |
| 10.º | Hrinkow Advarics Cycleang                    | 20 min 45 s | + 1 min 12 s | 52.627 km/h |

| \| Clasificación general \| Clasificación general \| Clasificación general \| Clasificación general \| Clasificación general \| \| Ciclista \| Ciclista \| Equipo \| Tiempo \| \| \| --------------------- \| --------------------- \| --------------------- \| --------------------- \| --------------------- \| \| 1.º \| Christoph Pfingsten \| Bora-Hansgrohe \| 19 min 33 s \| \| \| 2.º \| Maciej Bodnar \| Bora-Hansgrohe \| + 0 s \| \| \| 3.º \| Aleksejs Saramotins \| Bora-Hansgrohe \| + 0 s \| \| \| 4.º \| Andreas Schillinger \| Bora-Hansgrohe \| + 0 s \| \| \| 5.º \| Patryk Stosz \| CCC Sprandi Polkowice \| + 13 s \| \| \| 6.º \| Paweł Bernas \| CCC Sprandi Polkowice \| + 13 s \| \| \| 7.º \| Leszek Pluciński \| CCC Sprandi Polkowice \| + 13 s \| \| \| 8.º \| Mateusz Taciak \| CCC Sprandi Polkowice \| + 13 s \| \| \| 9.º \| František Sisr \| CCC Sprandi Polkowice \| + 13 s \| \| \| 10.º \| Adrian Kurek \| CCC Sprandi Polkowice \| + 27 s \| \| |                     |                       |             |
| |                     |                       |             |
| Fuente: ProCyclingStats |                     |                       |             |
| Clasificación general |                     |                       |             |
| Ciclista | Ciclista            | Equipo                | Tiempo      |
| 1.º | Christoph Pfingsten | Bora-Hansgrohe        | 19 min 33 s |
| 2.º | Maciej Bodnar       | Bora-Hansgrohe        | + 0 s       |
| 3.º | Aleksejs Saramotins | Bora-Hansgrohe        | + 0 s       |
| 4.º | Andreas Schillinger | Bora-Hansgrohe        | + 0 s       |
| 5.º | Patryk Stosz        | CCC Sprandi Polkowice | + 13 s      |
| 6.º | Paweł Bernas        | CCC Sprandi Polkowice | + 13 s      |
| 7.º | Leszek Pluciński    | CCC Sprandi Polkowice | + 13 s      |
| 8.º | Mateusz Taciak      | CCC Sprandi Polkowice | + 13 s      |
| 9.º | František Sisr      | CCC Sprandi Polkowice | + 13 s      |
| 10.º | Adrian Kurek        | CCC Sprandi Polkowice | + 27 s      |

### 2.ª etapa
| Olomouc - Frýdek-Místek | etapa de media montaña | (199,9 km) |

| \| Clasificación de la etapa \| Clasificación de la etapa \| Clasificación de la etapa \| Clasificación de la etapa \| Clasificación de la etapa \| \| Ciclista \| Ciclista \| Equipo \| Tiempo \| \| \| ------------------------- \| ------------------------- \| ----------------------------- \| ------------------------- \| ------------------------- \| \| 1.º \| Riccardo Zoidl \| Felbermayr Simplon Wels \| 5 h 00 min 59 s \| \| \| 2.º \| Filippo Fortin \| Felbermayr Simplon Wels \| + 2 min 01 s \| \| \| 3.º \| František Sisr \| CCC Sprandi Polkowice \| + 2 min 01 s \| \| \| 4.º \| Marceli Bogusławski \| Wibatech Merx 7R \| + 2 min 01 s \| \| \| 5.º \| Paolo Totò \| Sangemini-MG.Kvis-Vega \| + 2 min 01 s \| \| \| 6.º \| Christoph Pfingsten \| Bora-Hansgrohe \| + 2 min 01 s \| \| \| 7.º \| Kamil Małecki \| CCC Sprandi Polkowice \| + 2 min 01 s \| \| \| 8.º \| Luca Pacioni \| Wilier Triestina-Selle Italia \| + 2 min 01 s \| \| \| 9.º \| Patryk Stosz \| CCC Sprandi Polkowice \| + 2 min 01 s \| \| \| 10.º \| Andreas Schillinger \| Bora-Hansgrohe \| + 2 min 01 s \| \| |                     |                               |                 |
| |                     |                               |                 |
| Fuente: ProCyclingStats |                     |                               |                 |
| Clasificación de la etapa |                     |                               |                 |
| Ciclista | Ciclista            | Equipo                        | Tiempo          |
| 1.º | Riccardo Zoidl      | Felbermayr Simplon Wels       | 5 h 00 min 59 s |
| 2.º | Filippo Fortin      | Felbermayr Simplon Wels       | + 2 min 01 s    |
| 3.º | František Sisr      | CCC Sprandi Polkowice         | + 2 min 01 s    |
| 4.º | Marceli Bogusławski | Wibatech Merx 7R              | + 2 min 01 s    |
| 5.º | Paolo Totò          | Sangemini-MG.Kvis-Vega        | + 2 min 01 s    |
| 6.º | Christoph Pfingsten | Bora-Hansgrohe                | + 2 min 01 s    |
| 7.º | Kamil Małecki       | CCC Sprandi Polkowice         | + 2 min 01 s    |
| 8.º | Luca Pacioni        | Wilier Triestina-Selle Italia | + 2 min 01 s    |
| 9.º | Patryk Stosz        | CCC Sprandi Polkowice         | + 2 min 01 s    |
| 10.º | Andreas Schillinger | Bora-Hansgrohe                | + 2 min 01 s    |

| \| Clasificación general \| Clasificación general \| Clasificación general \| Clasificación general \| Clasificación general \| \| Ciclista \| Ciclista \| Equipo \| Tiempo \| \| \| --------------------- \| --------------------- \| ----------------------- \| --------------------- \| --------------------- \| \| 1.º \| Riccardo Zoidl \| Felbermayr Simplon Wels \| 5 h 21 min 36 s \| \| \| 2.º \| Christoph Pfingsten \| Bora-Hansgrohe \| + 55 s \| \| \| 3.º \| Andreas Schillinger \| Bora-Hansgrohe \| + 55 s \| \| \| 4.º \| Aleksejs Saramotins \| Bora-Hansgrohe \| + 57 s \| \| \| 5.º \| František Sisr \| CCC Sprandi Polkowice \| + 1 min 06 s \| \| \| 6.º \| Patryk Stosz \| CCC Sprandi Polkowice \| + 1 min 10 s \| \| \| 7.º \| Paweł Bernas \| CCC Sprandi Polkowice \| + 1 min 10 s \| \| \| 8.º \| Leszek Pluciński \| CCC Sprandi Polkowice \| + 1 min 10 s \| \| \| 9.º \| Mateusz Taciak \| CCC Sprandi Polkowice \| + 1 min 10 s \| \| \| 10.º \| Adrian Kurek \| CCC Sprandi Polkowice \| + 1 min 24 s \| \| |                     |                         |                 |
| |                     |                         |                 |
| Fuente: ProCyclingStats |                     |                         |                 |
| Clasificación general |                     |                         |                 |
| Ciclista | Ciclista            | Equipo                  | Tiempo          |
| 1.º | Riccardo Zoidl      | Felbermayr Simplon Wels | 5 h 21 min 36 s |
| 2.º | Christoph Pfingsten | Bora-Hansgrohe          | + 55 s          |
| 3.º | Andreas Schillinger | Bora-Hansgrohe          | + 55 s          |
| 4.º | Aleksejs Saramotins | Bora-Hansgrohe          | + 57 s          |
| 5.º | František Sisr      | CCC Sprandi Polkowice   | + 1 min 06 s    |
| 6.º | Patryk Stosz        | CCC Sprandi Polkowice   | + 1 min 10 s    |
| 7.º | Paweł Bernas        | CCC Sprandi Polkowice   | + 1 min 10 s    |
| 8.º | Leszek Pluciński    | CCC Sprandi Polkowice   | + 1 min 10 s    |
| 9.º | Mateusz Taciak      | CCC Sprandi Polkowice   | + 1 min 10 s    |
| 10.º | Adrian Kurek        | CCC Sprandi Polkowice   | + 1 min 24 s    |

### 3.ª etapa
| Mohelnice - Šternberk | etapa de montaña | (179,2 km) |

| \| Clasificación de la etapa \| Clasificación de la etapa \| Clasificación de la etapa \| Clasificación de la etapa \| Clasificación de la etapa \| \| Ciclista \| Ciclista \| Equipo \| Tiempo \| \| \| ------------------------- \| ------------------------- \| ----------------------------- \| ------------------------- \| ------------------------- \| \| 1.º \| Michael Kukrle \| Elkov-Author \| 4 h 31 min 57 s \| \| \| 2.º \| Riccardo Zoidl \| Felbermayr Simplon Wels \| + 2 s \| \| \| 3.º \| Simone Velasco \| Wilier Triestina-Selle Italia \| + 2 s \| \| \| 4.º \| Andreas Schillinger \| Bora-Hansgrohe \| + 2 s \| \| \| 5.º \| Dennis van Winden \| Israel Cycling Academy \| + 5 s \| \| \| 6.º \| Aleksejs Saramotins \| Bora-Hansgrohe \| + 5 s \| \| \| 7.º \| Nicola Gaffurini \| Sangemini-MG.Kvis-Vega \| + 5 s \| \| \| 8.º \| Edoardo Zardini \| Wilier Triestina-Selle Italia \| + 5 s \| \| \| 9.º \| Jarno Gmelich \| Metec-TKH-Mantel \| + 5 s \| \| \| 10.º \| Jonas Rapp \| Hrinkow Advarics Cycleang \| + 5 s \| \| |                     |                               |                 |
| |                     |                               |                 |
| Fuente: ProCyclingStats |                     |                               |                 |
| Clasificación de la etapa |                     |                               |                 |
| Ciclista | Ciclista            | Equipo                        | Tiempo          |
| 1.º | Michael Kukrle      | Elkov-Author                  | 4 h 31 min 57 s |
| 2.º | Riccardo Zoidl      | Felbermayr Simplon Wels       | + 2 s           |
| 3.º | Simone Velasco      | Wilier Triestina-Selle Italia | + 2 s           |
| 4.º | Andreas Schillinger | Bora-Hansgrohe                | + 2 s           |
| 5.º | Dennis van Winden   | Israel Cycling Academy        | + 5 s           |
| 6.º | Aleksejs Saramotins | Bora-Hansgrohe                | + 5 s           |
| 7.º | Nicola Gaffurini    | Sangemini-MG.Kvis-Vega        | + 5 s           |
| 8.º | Edoardo Zardini     | Wilier Triestina-Selle Italia | + 5 s           |
| 9.º | Jarno Gmelich       | Metec-TKH-Mantel              | + 5 s           |
| 10.º | Jonas Rapp          | Hrinkow Advarics Cycleang     | + 5 s           |

| \| Clasificación general \| Clasificación general \| Clasificación general \| Clasificación general \| Clasificación general \| \| Ciclista \| Ciclista \| Equipo \| Tiempo \| \| \| --------------------- \| --------------------- \| ----------------------------- \| --------------------- \| --------------------- \| \| 1.º \| Riccardo Zoidl \| Felbermayr Simplon Wels \| 9 h 53 min 29 s \| \| \| 2.º \| Andreas Schillinger \| Bora-Hansgrohe \| + 1 min 01 s \| \| \| 3.º \| Aleksejs Saramotins \| Bora-Hansgrohe \| + 1 min 03 s \| \| \| 4.º \| Leszek Pluciński \| CCC Sprandi Polkowice \| + 1 min 25 s \| \| \| 5.º \| Sebastian Schönberger \| Wilier Triestina-Selle Italia \| + 1 min 56 s \| \| \| 6.º \| Torjus Sleen \| Uno-X Norwegian Development \| + 1 min 56 s \| \| \| 7.º \| Edoardo Zardini \| Wilier Triestina-Selle Italia \| + 1 min 56 s \| \| \| 8.º \| Kristian Sbaragli \| Israel Cycling Academy \| + 1 min 58 s \| \| \| 9.º \| Dennis van Winden \| Israel Cycling Academy \| + 2 min 04 s \| \| \| 10.º \| Daniel Turek \| Israel Cycling Academy \| + 2 min 04 s \| \| |                       |                               |                 |
| |                       |                               |                 |
| Fuente: ProCyclingStats |                       |                               |                 |
| Clasificación general |                       |                               |                 |
| Ciclista | Ciclista              | Equipo                        | Tiempo          |
| 1.º | Riccardo Zoidl        | Felbermayr Simplon Wels       | 9 h 53 min 29 s |
| 2.º | Andreas Schillinger   | Bora-Hansgrohe                | + 1 min 01 s    |
| 3.º | Aleksejs Saramotins   | Bora-Hansgrohe                | + 1 min 03 s    |
| 4.º | Leszek Pluciński      | CCC Sprandi Polkowice         | + 1 min 25 s    |
| 5.º | Sebastian Schönberger | Wilier Triestina-Selle Italia | + 1 min 56 s    |
| 6.º | Torjus Sleen          | Uno-X Norwegian Development   | + 1 min 56 s    |
| 7.º | Edoardo Zardini       | Wilier Triestina-Selle Italia | + 1 min 56 s    |
| 8.º | Kristian Sbaragli     | Israel Cycling Academy        | + 1 min 58 s    |
| 9.º | Dennis van Winden     | Israel Cycling Academy        | + 2 min 04 s    |
| 10.º | Daniel Turek          | Israel Cycling Academy        | + 2 min 04 s    |

### 4.ª etapa
| Olomouc - Dolany | etapa de media montaña | (147,9 km) |

| \| Clasificación de la etapa \| Clasificación de la etapa \| Clasificación de la etapa \| Clasificación de la etapa \| Clasificación de la etapa \| \| Ciclista \| Ciclista \| Equipo \| Tiempo \| \| \| ------------------------- \| ------------------------- \| ----------------------------- \| ------------------------- \| ------------------------- \| \| 1.º \| Filippo Fortin \| Felbermayr Simplon Wels \| 3 h 32 min 11 s \| \| \| 2.º \| Andrea Guardini \| Bardiani CSF \| + 0 s \| \| \| 3.º \| František Sisr \| CCC Sprandi Polkowice \| + 0 s \| \| \| 4.º \| Gašper Katrašnik \| Adria Mobil \| + 0 s \| \| \| 5.º \| Simone Velasco \| Wilier Triestina-Selle Italia \| + 0 s \| \| \| 6.º \| Paolo Totò \| Sangemini-MG.Kvis-Vega \| + 0 s \| \| \| 7.º \| Vincenzo Albanese \| Bardiani CSF \| + 0 s \| \| \| 8.º \| Patryk Stosz \| CCC Sprandi Polkowice \| + 0 s \| \| \| 9.º \| Andreas Schillinger \| Bora-Hansgrohe \| + 0 s \| \| \| 10.º \| Josip Rumac \| Adria Mobil \| + 0 s \| \| |                     |                               |                 |
| |                     |                               |                 |
| Fuente: ProCyclingStats |                     |                               |                 |
| Clasificación de la etapa |                     |                               |                 |
| Ciclista | Ciclista            | Equipo                        | Tiempo          |
| 1.º | Filippo Fortin      | Felbermayr Simplon Wels       | 3 h 32 min 11 s |
| 2.º | Andrea Guardini     | Bardiani CSF                  | + 0 s           |
| 3.º | František Sisr      | CCC Sprandi Polkowice         | + 0 s           |
| 4.º | Gašper Katrašnik    | Adria Mobil                   | + 0 s           |
| 5.º | Simone Velasco      | Wilier Triestina-Selle Italia | + 0 s           |
| 6.º | Paolo Totò          | Sangemini-MG.Kvis-Vega        | + 0 s           |
| 7.º | Vincenzo Albanese   | Bardiani CSF                  | + 0 s           |
| 8.º | Patryk Stosz        | CCC Sprandi Polkowice         | + 0 s           |
| 9.º | Andreas Schillinger | Bora-Hansgrohe                | + 0 s           |
| 10.º | Josip Rumac         | Adria Mobil                   | + 0 s           |

## Clasificaciones finales
- Las clasificaciones finalizaron de la siguiente forma:[2]

### Clasificación general
| \| Clasificación general \| Clasificación general \| Clasificación general \| Clasificación general \| Clasificación general \| \| Ciclista \| Ciclista \| Equipo \| Tiempo \| \| \| --------------------- \| --------------------- \| ----------------------------- \| --------------------- \| --------------------- \| \| 1.º \| Riccardo Zoidl \| Felbermayr Simplon Wels \| 13 h 25 min 40 s \| \| \| 2.º \| Andreas Schillinger \| Bora-Hansgrohe \| + 1 min 01 s \| \| \| 3.º \| Aleksejs Saramotins \| Bora-Hansgrohe \| + 1 min 03 s \| \| \| 4.º \| Leszek Pluciński \| CCC Sprandi Polkowice \| + 1 min 25 s \| \| \| 5.º \| Sebastian Schönberger \| Wilier Triestina-Selle Italia \| + 1 min 56 s \| \| \| 6.º \| Torjus Sleen \| Uno-X Norwegian Development \| + 1 min 56 s \| \| \| 7.º \| Edoardo Zardini \| Wilier Triestina-Selle Italia \| + 1 min 56 s \| \| \| 8.º \| Kristian Sbaragli \| Israel Cycling Academy \| + 1 min 57 s \| \| \| 9.º \| Dennis van Winden \| Israel Cycling Academy \| + 2 min 04 s \| \| \| 10.º \| Daniel Turek \| Israel Cycling Academy \| + 2 min 04 s \| \| |                       |                               |                  |
| |                       |                               |                  |
| Fuente: ProCyclingStats |                       |                               |                  |
| Clasificación general |                       |                               |                  |
| Ciclista | Ciclista              | Equipo                        | Tiempo           |
| 1.º | Riccardo Zoidl        | Felbermayr Simplon Wels       | 13 h 25 min 40 s |
| 2.º | Andreas Schillinger   | Bora-Hansgrohe                | + 1 min 01 s     |
| 3.º | Aleksejs Saramotins   | Bora-Hansgrohe                | + 1 min 03 s     |
| 4.º | Leszek Pluciński      | CCC Sprandi Polkowice         | + 1 min 25 s     |
| 5.º | Sebastian Schönberger | Wilier Triestina-Selle Italia | + 1 min 56 s     |
| 6.º | Torjus Sleen          | Uno-X Norwegian Development   | + 1 min 56 s     |
| 7.º | Edoardo Zardini       | Wilier Triestina-Selle Italia | + 1 min 56 s     |
| 8.º | Kristian Sbaragli     | Israel Cycling Academy        | + 1 min 57 s     |
| 9.º | Dennis van Winden     | Israel Cycling Academy        | + 2 min 04 s     |
| 10.º | Daniel Turek          | Israel Cycling Academy        | + 2 min 04 s     |

### Clasificación por puntos
| Clasificación por puntos | Clasificación por puntos | Clasificación por puntos      | Clasificación por puntos | Clasificación por puntos |
| Ciclista                 | Ciclista                 | Equipo                        | Puntos                   |                          |
| ------------------------ | ------------------------ | ----------------------------- | ------------------------ | ------------------------ |
| 1.º                      | Riccardo Zoidl           | Felbermayr Simplon Wels       | 60 pts                   |                          |
| 2.º                      | Filippo Fortin           | Felbermayr Simplon Wels       | 50 pts                   |                          |
| 3.º                      | František Sisr           | CCC Sprandi Polkowice         | 33 pts                   |                          |
| 4.º                      | Andreas Schillinger      | Bora-Hansgrohe                | 29 pts                   |                          |
| 5.º                      | Michael Kukrle           | Elkov-Author                  | 28 pts                   |                          |
| 6.º                      | Simone Velasco           | Wilier Triestina-Selle Italia | 28 pts                   |                          |
| 7.º                      | Paolo Totò               | Sangemini-MG.Kvis-Vega        | 22 pts                   |                          |
| 8.º                      | Patryk Stosz             | CCC Sprandi Polkowice         | 20 pts                   |                          |
| 9.º                      | Andrea Guardini          | Bardiani CSF                  | 20 pts                   |                          |
| 10.º                     | Dennis van Winden        | Israel Cycling Academy        | 17 pts                   |                          |

### Clasificación de la montaña
| Clasificación de la montaña | Clasificación de la montaña | Clasificación de la montaña   | Clasificación de la montaña | Clasificación de la montaña |
| Ciclista                    | Ciclista                    | Equipo                        | Puntos                      |                             |
| --------------------------- | --------------------------- | ----------------------------- | --------------------------- | --------------------------- |
| 1.º                         | Sebastian Baldauf           | Hrinkow Advarics Cycleang     | 38 pts                      |                             |
| 2.º                         | Mirco Maestri               | Bardiani CSF                  | 29 pts                      |                             |
| 3.º                         | Riccardo Zoidl              | Felbermayr Simplon Wels       | 18 pts                      |                             |
| 4.º                         | Daniel Lehner               | Felbermayr Simplon Wels       | 14 pts                      |                             |
| 5.º                         | Jonas Abrahamsen            | Uno-X Norwegian Development   | 14 pts                      |                             |
| 6.º                         | Torstein Træen              | Uno-X Norwegian Development   | 11 pts                      |                             |
| 7.º                         | Igor Chzhan                 | Astana City                   | 10 pts                      |                             |
| 8.º                         | Tomáš Bucháček              | Elkov-Author                  | 9 pts                       |                             |
| 9.º                         | Edoardo Zardini             | Wilier Triestina-Selle Italia | 6 pts                       |                             |
| 10.º                        | Jonas Rapp                  | Hrinkow Advarics Cycleang     | 5 pts                       |                             |

### Clasificación de los jóvenes
| Clasificación del mejor joven | Clasificación del mejor joven | Clasificación del mejor joven | Clasificación del mejor joven | Clasificación del mejor joven |
| Ciclista                      | Ciclista                      | Equipo                        | Tiempo                        |                               |
| ----------------------------- | ----------------------------- | ----------------------------- | ----------------------------- | ----------------------------- |
| 1.º                           | Torjus Sleen                  | Uno-X Norwegian Development   | 13 h 27 min 36 s              |                               |
| 2.º                           | Anton Kuzmin                  | Astana City                   | + 1 min 35 s                  |                               |
| 3.º                           | Jakub Otruba                  | Elkov-Author                  | + 1 min 59 s                  |                               |
| 4.º                           | Johannes Schinnagel           | Bora-Hansgrohe                | + 2 min 31 s                  |                               |
| 5.º                           | Kamil Małecki                 | CCC Sprandi Polkowice         | + 3 min 35 s                  |                               |
| 6.º                           | Lars van den Berg             | Metec-TKH-Mantel              | + 6 min 21 s                  |                               |
| 7.º                           | Jan Rajchart                  | Elkov-Author                  | + 8 min 45 s                  |                               |
| 8.º                           | Aljaž Jarc                    | Adria Mobil                   | + 8 min 58 s                  |                               |
| 9.º                           | Dario Puccioni                | Sangemini-MG.Kvis-Vega        | + 9 min 29 s                  |                               |
| 10.º                          | Jonas Hvideberg               | Uno-X Norwegian Development   | + 9 min 31 s                  |                               |

### Clasificación por equipos
| Clasificación por equipos | Clasificación por equipos     | Clasificación por equipos | Clasificación por equipos |
| Equipo                    | Equipo                        | Tiempo                    |                           |
| ------------------------- | ----------------------------- | ------------------------- | ------------------------- |
| 1.º                       | Wilier Triestina-Selle Italia | 39 h 41 min 59 s          |                           |
| 2.º                       | Israel Cycling Academy        | + 11 s                    |                           |
| 3.º                       | Bora-Hansgrohe                | + 52 s                    |                           |
| 4.º                       | CCC Sprandi Polkowice         | + 2 min 48 s              |                           |
| 5.º                       | Uno-X Norwegian Development   | + 2 min 50 s              |                           |
| 6.º                       | Elkov-Author                  | + 4 min 48 s              |                           |
| 7.º                       | Sangemini-MG.Kvis             | + 6 min 00 s              |                           |
| 8.º                       | Bardiani CSF                  | + 8 min 02 s              |                           |
| 9.º                       | Astana City                   | + 11 min 46 s             |                           |
| 10.º                      | Adria Mobil                   | + 11 min 51 s             |                           |

## Evolución de las clasificaciones
| Etapa                   | Vencedor                | Clasificación general | Clasificación por puntos | Clasificación de la montaña | Clasificación de los jóvenes | Mejor checo    | Clasificación de la combatividad | Clasificación por equipos     |
| ----------------------- | ----------------------- | --------------------- | ------------------------ | --------------------------- | ---------------------------- | -------------- | -------------------------------- | ----------------------------- |
| 1.ª                     | Bora-Hansgrohe          | Christoph Pfingsten   | no se entregó            | no se entregó               | Tobias Foss                  | František Sisr | no se entregó                    | Bora-Hansgrohe                |
| 2.ª                     | Riccardo Zoidl          | Riccardo Zoidl        | Riccardo Zoidl           | Daniel Lehner               | Tobias Foss                  | František Sisr | Sebastian Baldauf                | Felbermayr-Simplon Wels       |
| 3.ª                     | Michael Kukrle          | Riccardo Zoidl        | Riccardo Zoidl           | Sebastian Baldauf           | Torjus Sleen                 | Daniel Turek   | Tomáš Bucháček                   | Wilier Triestina-Selle Italia |
| 4.ª                     | Filippo Fortin          | Riccardo Zoidl        | Riccardo Zoidl           | Sebastian Baldauf           | Torjus Sleen                 | Daniel Turek   |                                  | Wilier Triestina-Selle Italia |
| Clasificaciones finales | Clasificaciones finales | Riccardo Zoidl        | Riccardo Zoidl           | Sebastian Baldauf           | Torjus Sleen                 | Daniel Turek   |                                  | Wilier Triestina-Selle Italia |

## UCI World Ranking
El Tour de la República Checa otorga puntos para el UCI Europe Tour 2018 y el UCI World Ranking, este último para corredores de los equipos en las categorías UCI WorldTeam, Profesional Continental y Equipos Continentales. Las siguientes tablas muestran el baremo de puntuación y los 10 corredores que obtuvieron más puntos:
| Posición              | 1.º | 2.º | 3.º | 4.º | 5.º | 6.º | 7.º | 8.º | 9.º | 10.º | 11.º | 12.º | 13.º-15.º | 16.º-25.º |
| Clasificación general | 125 | 85  | 70  | 60  | 50  | 40  | 35  | 30  | 25  | 20   | 15   | 10   | 5         | 3         |
| Por etapa             | 14  | 5   | 3   |     |     |     |     |     |     |      |      |      |           |           |
| Líder                 | 3   |     |     |     |     |     |     |     |     |      |      |      |           |           |

| Clasificación | Clasificación         | Clasificación                 | Clasificación | Clasificación | Clasificación | Clasificación |
| Posición      | Ciclista              | Equipo                        | General       | Etapa         | Líder         | Total         |
| ------------- | --------------------- | ----------------------------- | ------------- | ------------- | ------------- | ------------- |
| 1.º           | Riccardo Zoidl        | Felbermayr-Simplon Wels       | 125           | 19            | 6             | 150           |
| 2.º           | Andreas Schillinger   | Bora-Hansgrohe                | 85            | 2             | -             | 87            |
| 3.º           | Aleksejs Saramotins   | Bora-Hansgrohe                | 70            | 2             | -             | 72            |
| 4.º           | Leszek Pluciński      | CCC Sprandi Polkowice         | 60            | 0,71          | -             | 60,71         |
| 5.º           | Sebastian Schönberger | Wilier Triestina-Selle Italia | 50            | 0,43          | -             | 50,43         |
| 6.º           | Torjus Sleen          | Uno-X Norwegian Development   | 40            | -             | -             | 40            |
| 7.º           | Edoardo Zardini       | Wilier Triestina-Selle Italia | 35            | 0,43          | -             | 35,43         |
| 8.º           | Kristian Sbaragli     | Israel Cycling Academy        | 30            | -             | -             | 30            |
| 9.º           | Daniel Kukrle         | Elkov-Author                  | 15            | 14            | -             | 29            |
| 10.º          | Dennis van Winden     | Israel Cycling Academy        | 25            | -             | -             | 25            |